# Cannon Ball (Dakota del Norte)
Cannon Ball es un lugar designado por el censo ubicado en el condado de Sioux en el estado estadounidense de Dakota del Norte. En el censo de 2010 tenía una población de 875 habitantes y una densidad poblacional de 3,49 personas por km². Se encuentra sobre la orilla derecha del río Misuri, cerca de la frontera con Dakota del Sur. 

## Geografía
Cannon Ball se encuentra ubicado en las coordenadas 46°19′22″N 100°37′46″O / 46.32278, -100.62944. Según la Oficina del Censo de los Estados Unidos, Cannon Ball tiene una superficie total de 250.37 km², de la cual 228.61 km² corresponden a tierra firme y (8.69%) 21.76 km² es agua.

## Demografía
Según el censo de 2010, había 875 personas residiendo en Cannon Ball. La densidad de población era de 3,49 hab./km². De los 875 habitantes, Cannon Ball estaba compuesto por el 4.8% blancos, el 0.11% eran afroamericanos, el 92.91% eran amerindios, el 0% eran asiáticos, el 0% eran isleños del Pacífico, el 0% eran de otras razas y el 2.17% pertenecían a dos o más razas. Del total de la población el 1.37% eran hispanos o latinos de cualquier raza.